# Hoàng Tử Thao
Hoàng Tử Thao (giản thể: 黃子韬; phồn thể: 黃子韜; bính âm: Huáng Zǐtāo, sinh ngày 2 tháng 5 năm 1993) được biết đến với nghệ danh TAO hay Z.TAO là nam ca sĩ, diễn viên, rapper, diễn viên võ thuật người Trung Quốc, cựu thành viên của nhóm nhạc EXO ra mắt vào năm 2012 bởi SM Entertainment.
Vào mùa hè năm 2015, anh rời khỏi công ty SM Entertainment lấy nghệ danh mới là Z.TAO và ra mắt như một nghệ sĩ solo với mini album phát hành trực tuyến T.A.O. Album này đã phá vỡ kỉ lục doanh số album trực tuyến với tổng số hơn 670 nghìn album được tiêu thụ trong tuần đầu tiên. Sau thành công với vai trò ca sĩ solo, Hoàng Tử Thao bày tỏ mong muốn tiếp tục sự nghiệp như một nhạc sĩ, ca sĩ để C-pop được biết đến rộng rãi hơn trên thế giới.

## Tiểu sử
Hoàng Tử Thao sinh ngày 2 tháng 5 năm 1993 tại Thanh Đảo, tỉnh Sơn Đông, Trung Quốc. Anh từng theo học tại Trường tiểu học đường Đài Trạm, trường trung học số 47 và trường trung học số 12 tại Thanh Đảo. Anh từng là một diễn viên võ thuật, theo học Wushu từ năm 8 tuổi  và đã giành được nhiều giải thưởng lớn quốc tế tại quê nhà.
Vào cuối năm 2010, anh đi theo ủng hộ một người bạn tham gia thử giọng cho "MBC Star Audition" ở Thanh Đảo. Anh đã biểu diễn Wushu và được chiêu mộ bởi một đại diện của SM Entertainment. Hoàng Tử Thao trở thành thực tập sinh của SM Entertainment trong khoảng thời gian ngắn chưa đầy một năm.

## Sự nghiệp

### 2012 - Tháng 4/2015: EXO
Hoàng Tử Thao là thành viên thứ ba của EXO được ra mắt, teaser video của anh được phát hành ngày 27 tháng 12 năm 2011. Anh là một trong bốn thành viên người Trung Quốc của nhóm và là thành viên cuối cùng gia nhập công ty. Cùng với Lu Han, Kris và Lay, TAO có màn xuất hiện đầu tiên tại Song Festival của đài SBS Hàn Quốc (hay còn được biết đến với tên phiên âm "Gayo Daejoon") ngày 29 tháng 12 năm 2011.
Tháng 8 và tháng 9 năm năm 2013, TAO tham gia ghi hình chương trình Splash! của đài MBC. Sau 4 tập, chương trình bị huỷ bỏ do quá nhiều nghệ sĩ tham gia bị chấn thương.
Tháng 6 năm 2014, TAO góp mặt trong video ca nhạc cho ca khúc Agape của nữ ca sĩ Zhang Liyin cùng với đồng nghiệp cùng công ty là Victoria, trưởng nhóm f(x). Video này được ra mắt vào ngày 5/8/2014. TAO cũng tham gia vào phiên bản tiếng Trung của ca khúc Love Tonight và video ca nhạc Rewind trong album cùng tên của Zhou Mi . Video này được ra mắt vào ngày 30/10/2014.
Tháng 7 năm 2014, TAO xác nhận tham gia ghi hình chương trình Laws of the jungle của đài SBS, tập quay ở Quần đảo Solomon. Tập anh tham gia được phát sóng từ ngày 12 tháng 9 đến 21 tháng 11 năm 2014.
Ngày 22 tháng 4 năm 2015, bố của TAO đã đăng một bức thư thông qua Weibo lên tiếng về việc con trai ông rời khỏi nhóm và trở về Trung Quốc do vấn đề sức khỏe và thiếu sự ủng hộ của công ty trong các hoạt động cá nhân. Trước đó TAO gặp phải rất nhiều chấn thương, bao gồm cả việc đứt dây chằng ở mắt cá, vết thương này không được chữa trị đúng cách và đã khiến anh vắng mặt trong đợt quảng bá album thứ hai của nhóm là EXODUS. Trả lời phỏng vấn với Sina, bố của TAO xác nhận rằng anh đã đồng ý bàn bạc về việc kết thúc hợp đồng. 1 ngày sau, SM Entertainment đã ra thông báo chính thức, nói rằng họ sẽ "tìm kiếm giải pháp" bằng việc thương thảo với TAO và bố anh ấy.
Tháng 1 năm 2015, Hoàng Tử Thao đóng vai William trong bộ phim điện ảnh chuyển thể Trung Quốc "Bên nhau trọn đời" do Huỳnh Hiểu Minh và Dương Mịch đóng vai chính. Bộ phim chính thức công chiếu vào ngày 30 tháng 4 cùng năm.

### 2015 đến nay: Sự nghiệp cá nhân vàT.A.O

#### 2015: Rời khỏi SM và bắt đầu sự nghiệp cá nhân
Ngày 19 tháng 5, Hoàng Tử Thao trở thành gương mặt đại diện của trò chơi điện thoại "超神战队 (The Almighty Team)", dự án đầu tiên của anh từ khi rời nhóm. Anh được chọn nhờ phong cách, hình ảnh của mình cũng như sự nổi tiếng của anh ở Trung Quốc. Đến tháng 6, Hoàng Tử Thao lập ra studio riêng của mình, đội ngũ quản lý những hoạt động của anh ở Trung Quốc. Hoàng Tử Thao trở thành người đại diện cho Bugles, các hoạt động quảng bá có mặt anh được chính thức bắt đầu vào ngày 1 tháng 7. Sau 3 năm hoạt động với EXO, Hoàng Tử Thao rời nhóm và chính thức quay lại hoạt động với tư cách ca sĩ solo.
Ngày 13 tháng 7, Studio chính thức Z.TAO thông báo mini album đầu tiên của anh T.A.O sẽ được ra mắt vào ngày 23 cùng tháng. Ngày 19 tháng 8, Hoàng Tử Thao cho ra mắt mini album thứ hai Z.TAO. Ngày 23, Mini concert đầu tiên của anh, "Z.TAO Mini Concert" diễn ra vào ở Bắc Kinh, để tưởng niệm các nạn nhân của vụ nổ xảy ra vào ngày 13 cùng tháng ở Thiên Tân, concert được tổ chức hoàn toàn miễn phí và mang mục đích từ thiện. Ngày 24, Hoàng Tử Thao chính thức đệ đơn kiện SM Entertainment lên Tòa án Seoul để chấm dứt hợp đồng.
Ngày 20 tháng 9, Hoàng Tử Thao được hãng thời trang cao cấp Versus Versace mời dự buổi diễn thời trang của hãng ở tuần lễ thời trang Luân Đôn, trở thành người nổi tiếng châu Á đầu tiên nhận được lời mời xem ra mắt bộ sưu tập mới từ Versace. Tháng 10, Hoàng Tử Thao trở thành người đại diện của trò chơi trực tuyến "我是大主宰 (I'm the Sovereign)" và là nhà sản xuất âm nhạc của trò chơi này. Ngày 28 tháng 11, Hoàng Tử Thao xuất hiện trên chương trình truyền hình thực tế đầu tiên "Charming Daddy" với vai trò thành viên chính, chương trình được phát sóng trên Đài truyền hình Thâm Quyến (Trung Quốc). Ngày 5 tháng 12, Hoàng Tử Thao giành được giải thưởng đầu tiên kể từ khi hoạt động với vai trò nghệ sĩ solo tại lễ trao giải Migu Music Awards.
Hoàng Tử Thao tham gia bộ phim Thiết đạo phi hổ (tên gốc: 铁道飞虎", tên tiếng Anh: Railroad Tiger) của Thành Long, phim công chiếu từ ngày 23 tháng 12 năm 2016 tại Trung Quốc, 30 tháng 12 năm 2016 tại Việt Nam, 06 tháng 01 năm 2017 tại Mỹ và nhiều nước lân cận khác.

#### 2016: Nhiều dự án âm nhạc và phim ảnh mới
Hoàng Tử Thao tham gia bộ phim "Mùa hè, chân dung tuổi 19" (tên gốc: 夏天，19岁的肖像, tên tiếng Anh: Edge of Innocence) được chuyển thể từ tiểu thuyết cùng tên của nhà văn Nhật Bản Soji Shimada với vai trò diễn viên chính với nhân vật Khang Kiều. Bộ phim khai máy vào ngày 10 tháng 1 tại Đài Loan.
Ngày 12 tháng 1, Hoàng Tử Thao nhận giải "Nam ca sĩ có sức ảnh hưởng nhất" tại "Mobile Video Festival (Miopai Awards)". Ngày 2 tháng 3, Đài truyền hình An Huy (Trung Quốc) thông báo rằng Hoàng Tử Thao sẽ là thành viên chính thức của chương trình Laws of the jungle bản Trung Quốc. Chương trình bắt đầu phát sóng vào ngày 11 tháng 6 với tên gọi mới Quy luật của chúng ta (我们的法规). Hoàng Tử Thao xác nhận tham gia bộ phim "Quy tắc trò chơi" (tên gốc: 游戏规则, tên tiếng Anh: The Game Changer), bản điện ảnh của bộ phim "Bến Thượng Hải". Ngày 22 tháng 4, Hoàng Tử Thao phát hành đĩa đơn "The Road", từ album phòng thu đầu tiên của anh, "The Road". Ngày 15, Hoàng Tử Thao thành lập kênh Youtube chính thức.
Ngày 1 tháng 5, Full concert đầu tiên của Hoàng Tử Thao, "The Road" được tổ chức tại Nam Kinh, Trung Quốc. Ngày 5 tháng 6, Physical Single đầu tiên của Z.TAO "Adore" được phát hành và có thể được đặt mua trước từ chiều ngày 13 tháng 5 trên YinYueTai đã nhanh chóng trở thành đĩa đơn có lượng mua cao nhất lúc đó. Ngày 7, bài hát nhạc phim đầu tiên của anh "Tuổi 19" (十九岁) được phát hành. Đây là nhạc phim chính thức của bộ phim "Mùa hè, chân dung tuổi 19" do anh đóng vai chính. Từ ngày 11 đến 16 tháng 6, Hoàng Tử Thao tham gia các hoạt động tuyên truyền phim trong tuần lễ phim quốc tế Thượng Hải. Anh có 3 bộ phim tham gia vào tuần phim này, "Mùa hè, chân dung tuổi 19", "Thiết đạo phi hổ" và "Quy tắc trò chơi". Từ ngày 17 đến 20 tháng 6, Hoàng Tử Thao tham dự tuần lễ thời trang nam Milan Xuân Hè 2017 theo lời mời của Ports 1961, tại đây anh tham dự buổi diễn thời trang của hãng và có các hoạt động chụp hình tạp chí, ghi hình.
Hoàng Tử Thao tham gia phim truyền hình "Đại thoại tây du: Yêu người một vạn năm" (大话西游之爱你一万年) với vai trò nam chính. Đây là web drama đầu tay của anh. Bộ phim khởi quay từ tháng 7. Ngày 22 tháng 8, Physical Album đầy đủ đầu tiên của anh "The Road" được phát hành với tổng cộng 8888 bản đặc biệt số lượng có hạn có thể được đặt mua trước thông qua YinYueTai và JingDong đã được tiêu thụ hết trong 30 phút. Ngày 14 tháng 12, SM Entertainment khởi kiện Hoàng Tử Thao vi phạm quyền độc quyền, tuy nhiên đã bị tòa án tối cao Trung Quốc bác bỏ. Ngày 22, Hoàng Tử Thao té xỉu tại phim trường, cũng vì vậy mà vắng mặt tại trạm tuyên truyền Thanh Đảo của bộ phim Thiết đạo phi hổ và chương trình Gala cuối năm của Đài truyền hình Hồ Nam.

#### 2017
Ngày 2 tháng 1, phát hành single "New Day".
2018:
Ngày 21/3/2018, anh làm đại diện nhà sản xuất quốc dân cho chương trình Sáng Tạo 101, phiên bản Produce 101 Trung Quốc, được Mnet cấp phép bản quyền và sản xuất bởi Đằng Tấn.
Ngày 17/07/2018 tại tầng 17 tòa nhà ở Bắc Kinh, Công ty giải trí Long Thao (L.TAO Entertainment) chính thức thành lập, là công ty do Thao Thao làm chủ

## Đời tư
Ca sĩ kiêm diễn viên Đại lục Hoàng Tử Thao bị đồn có quan hệ tình cảm với bạn diễn Từ Nghệ Dương từ năm 2020. Sau 4 năm, cuối cùng sáng ngày 14/7/2024, Hoàng Tử Thao và Từ Nghệ Dương đã chính thức công khai chuyện tình cảm trên mạng xã hội.

## Âm nhạc
Ngay khi trở về Trung Quốc, Hoàng Tử Thao quyết định tập trung vào sự nghiệp âm nhạc, khi đó nền công nghiệp âm nhạc ở Trung Quốc đang suy thoái và được cho là "không còn tương lai hay hi vọng tiền bạc" vì những vấn đề về bản quyền ở đất nước này, đa số nghệ sĩ đều tập trung vào lĩnh vực phim ảnh, tuy nhiên Hoàng Tử Thao vẫn không thay đổi, anh cho rằng ai cũng cần kiên trì làm điều mà mình yêu, nếu không mọi thứ đều vô nghĩa, anh chỉ muốn mọi người lắng nghe và yêu thích nhạc của mình.
Hoàng Tử Thao tham gia vào việc sáng tác, viết lời, sản xuất cho hầu hết các bài hát của mình. Anh lấy cảm hứng từ những kinh nghiệm cuộc sống của chính anh, xen kẽ giữa rap và giọng hát nhẹ nhàng, để bộc lộ và nhấn mạnh cảm xúc qua từng lời hát. Những gì anh không thể nói ra lời, anh sẽ dùng âm nhạc để diễn tả 
Hoàng Tử Thao đã nhiều lần bày tỏ rằng, niềm hạnh phúc thật sự của anh đến từ việc hoàn thành một bài hát 
Dù chủ yếu là một rapper, Hoàng Tử Thao luôn sẵn sàng thử nghiệm với nhiều thể loại nhạc khác nhau Mandopop Ballad, EDM, Hip Hop, Chinese musical instruments, từ đó anh tạo nên C-Pop mà mọi người trên thế giới sẽ lắng nghe và bị cuốn hút. Anh bộc lộ mong muốn được tiếp tục như một nhạc sĩ và khiến C-Pop được công nhận trên toàn thế giới.
Physical Album đầu tiên của anh "The Road" được phát hành vào ngày 22/08/2016 gồm 5 single đã được phát hành lẻ trực tuyến trước đó "The Road", "Underground King", "Hello Hello", "19", "Black White", physical single "Adore" và 2 bài hát mới "Mystery Girl", "New Day". Ngoài ra album còn bao gồm thêm 10 bài hát phát hành vào năm 2015 của anh. Chỉ có tổng cộng 8888 bản đặc biệt của album được phát hành và toàn bộ đã được tiêu thụ hết sau 30 phút.

## Sản phẩm âm nhạc

### Physical Albums
| Tên album | Chi tiết |
| --------- | --- |
| The Road  | - Phát hành: 22/8/2016 - Hãng đĩa: Huang Zitao Studio Danh sách bài hát 1. The Road 2. Hello, Hello 3. Black White (AB) 4. Underground King 5. Adore 6. 十九岁 (19) 7. Mystery Girl 8. New Day 9. T.A.O 10. 皇冠 (Crown) 11. One Heart 12. 舍不得 (Reluctantly) 13. Cinderella Girl 14. 我是大主宰 15. Feel Awake 16. M.O.M 17. Alone 18. Yesterday |

### EPs
| Tên album | Chi tiết |
| --------- | --- |
| T.A.O     | - Phát hành: 23/7/2015 - Hãng đĩa: Huang Zitao Studio Danh sách bài hát 1. T.A.O 2. One Heart 3. Yesterday                        |
| Z.TAO     | - Phát hành: 19/8/2015 - Hãng đĩa: Huang Zitao Studio Danh sách bài hát 1. 皇冠 (Crown) 2. Cinderella Girl 3. Feel Awake 4. Alone |

### Đĩa đơn
| Năm  | Tên bài hát                           | Album           | Ghi chú                                                                            |
| ---- | ------------------------------------- | --------------- | ---------------------------------------------------------------------------------- |
| 2015 | "T.A.O"                               | T.A.O           |                                                                                    |
| 2015 | "Yesterday"                           | T.A.O           |                                                                                    |
| 2015 | "M.O.M"                               | Đĩa đơn nhạc số | Phát hành lẻ không có album                                                        |
| 2015 | 舍不得 "(Reluctantly)"                | Đĩa đơn nhạc số | Phát hành lẻ không có album                                                        |
| 2015 | "Intro (Vox Up)"                      | Đĩa đơn nhạc số | Phát hành lẻ không có album                                                        |
| 2015 | "I'm the Sovereign"                   | Đĩa đơn nhạc số | Bài hát chủ đề của trò chơi 3D 我是大主宰 (I'm the Sovereign)                      |
| 2016 | "The Road"                            | The Road        |                                                                                    |
| 2016 | "Underground King"                    | The Road        |                                                                                    |
| 2016 | "Hello Hello" (featuring Wiz Khalifa) | The Road        |                                                                                    |
| 2016 | "十九岁 (19)"                         | The Road        | Nhạc phim 夏天, 19岁的肖像 (Edge of Innocence/tạm dịch: Mùa hè, chân dung tuổi 19) |
| 2016 | "Adore"                               | The Road        | Physical Single                                                                    |
| 2016 | "Black White (AB)"                    | The Road        |                                                                                    |
| 2016 | "Mystery Girl"                        | The Road        |                                                                                    |
| 2016 | "New Day"                             | The Road        |                                                                                    |

### Nhạc phim/Nhạc nền
| Năm  | Tên bài hát                    | Ghi chú                                                                            |
| ---- | ------------------------------ | ---------------------------------------------------------------------------------- |
| 2015 | 第一课 (The First Lesson)      | Bài hát chủ đề của chương trình 2015年《开学第一课》của đài CCTV                   |
| 2015 | 我是大主宰 (I'm the Sovereign) | Bài hát chủ đề của trò chơi 3D 我是大主宰 (I'm the Sovereign)                      |
| 2016 | 十九岁 (19)                    | Nhạc phim 夏天, 19岁的肖像 (Edge of Innocence/tạm dịch: Mùa hè, chân dung tuổi 19) |
| 2017 | YOU                            | Nhạc phim The Foreigner (Kẻ ngoại tộc - Một bộ phim của Jacky Chan)                |

### Hợp tác
| Năm  | Nghệ sĩ | Album  | Bài hát                    | Ghi chú             |
| ---- | ------- | ------ | -------------------------- | ------------------- |
| 2014 | Zhou Mi | Rewind | "Love Tonight"             | Rap và Viết lời Rap |
| 2014 | Zhou Mi | Rewind | "Rewind (Chinese version)" | Rap và Viết lời Rap |

## Concert

### Solo Concert
- Mini Concert
  - 25/08/2015, Z.TAO Mini Concert (Bắc Kinh) [43]
- Concert
  - 01/05/2016, "The Road" (Nam Kinh) [44]
  - Promise Asia Tour (2017)
    - Bắc Kinh 30/04
    - Nam Kinh 07/05
    - Đài Loan 20/05
    - Ma Cao 27/05

  - Concert Tour "IS GOØD"(2018)
    - 30/04/2018: Thượng Hải
    - 05/05/2018: Phúc Châu
    - 21/07/2018: Vũ Hán
    - 28/07/2018: Thành Đô
    - 04/08/2018: Thâm Quyến

  - Concert "IS BLUE"(2019)
    - 15/06/2019: Thượng Hải

### Các Concert khác
- Lưu diễn cùng EXO
  - 2014, EXO From. EXOPLANET #1 - THE LOST PLANET
  - 03/2015, EXO From. EXOPLANET #2 - The EXO'luXion (chỉ tham gia tại Seoul)

## Video
Xem thêm: EXO videography

### Music Videos
- Z.TAO

| Năm  | Bài hát                              | Album         | Đạo diễn        | Ghi chú                                                 |
| ---- | ------------------------------------ | ------------- | --------------- | ------------------------------------------------------- |
| 2015 | "T.A.O"                              | T.A.O         | Colin Tilley    |                                                         |
| 2015 | "皇冠" (Crown)                       | Z.TAO         | Nick Lentz      | Phim ngắn dài 7 phút                                    |
| 2015 | "舍不得" (Reluctantly)               | Nhạc số       | Nick Asgill     |                                                         |
| 2015 | "我是大主宰" (I'm the Sovereign)     | Nhạc số       | Kwang Sheng     |                                                         |
| 2016 | "The Road"                           | The Road      | Nick Lentz      |                                                         |
| 2016 | "Hello, Hello" (ft. Wiz Khalifa)     | The Road      | Ethan Lader     | (Offical MV on Offical Youtube Channel)                 |
| 2016 | "十九岁" (19)                        | The Road      | Trương Vinh Hạo | Các cảnh phim Mùa hè, chân dung tuổi 19                 |
| 2016 | "Black White (AB)"                   | The Road      | Darren Craig    | (Offical MV on Offical Youtube Channel)                 |
| 2018 | Beggar                               |               | Tyler Rumph     | (Offical MV on Offical Youtube Channel)                 |
| 2019 | Có được không? (好不好)              |               |                 | Các cảnh trong phim 《Ngôi sao sáng nhất bầu trời đêm》 |
| 2019 | Chia tay không chia lìa (分手不分离) |               |                 | Các cảnh trong phim 《Nhiệt huyết thiếu niên》          |
| 2019 | Al                                   | music is BLUE |                 | (Offical MV on Offical Youtube Channel)                 |
| 2020 | Single (单身)                        |               |                 | Các cảnh trong phim 《Nhiệt huyết đồng hành》           |
| 2020 | Ice Cream                            | Nhạc số       |                 |                                                         |
| 2020 | Attack                               | Nhạc số       |                 | 31/08/2020                                              |

- Nghệ sĩ khác

| Năm  | Bài hát                    | Nghệ sĩ        | Ghi chú         |
| ---- | -------------------------- | -------------- | --------------- |
| 2014 | "Rewind (Chinese version)" | Zhou Mi        | Rapper          |
| 2014 | "Agape"                    | Zhang Liyin    | Diễn viên chính |
| 2014 | "Not Alone"                | Zhang Liyin    | Diễn viên chính |
| 2014 | "Do You Know M/V Remake"   | Wendy          | Diễn viên chính |
| 2020 | Mẫn cảm (敏感)             | Lộc Hàm (鹿晗) | Rapper          |

## Thành tích trên các bảng xếp hạng
Global Chinese Music (kênh CCTV)
| Năm  | Ngày  | Bài hát          | Vị trí |
| ---- | ----- | ---------------- | ------ |
| 2015 | 08/08 | Yesterday        | 1      |
| 2015 | 15/08 | Yesterday        | 1      |
| 2016 | 21/05 | Underground King | 1      |

Bảng xếp hạng YinYueTai (Billboard China V Chart)
| Năm  | Thời gian (Tập)        | Bài hát           | Vị trí |
| ---- | ---------------------- | ----------------- | ------ |
| 2015 | Tuần 16-22/11 (Tập 47) | I'm The Sovereign | 1      |

Bảng xếp hạng Baidu King Chart (百度King榜)
| Năm  | Thời gian (Kì)        | Bài hát     | Vị trí |
| ---- | --------------------- | ----------- | ------ |
| 2016 | Tuần 13-19/06 (Kì 24) | 十九岁 (19) | 1      |

Bảng xếp hạng số lượng đĩa tiêu thụ của YinYueTai (音悦V榜 - 专辑销量榜)
| Năm  | Thời gian     | Album/Single | Vị trí | Ghi chú                                                      |
| ---- | ------------- | ------------ | ------ | ------------------------------------------------------------ |
| 2016 | 09/05 - 15/05 | Adore        | 1      | Physical Single, lượng đĩa được đặt mua trước ngày phát hành |
| 2016 | 16/05 - 22/05 | Adore        | 1      | Physical Single, lượng đĩa được đặt mua trước ngày phát hành |
| 2016 | 23/05 - 29/05 | Adore        | 1      | Physical Single, lượng đĩa được đặt mua trước ngày phát hành |
| 2016 | 30/05 - 05/06 | Adore        | 1      | Physical Single, lượng đĩa được đặt mua trước ngày phát hành |
| 2016 | 06/06 - 12/06 | Adore        | 1      | Physical Single, phát hành ngày 08/06/2016                   |
| 2016 | 13/06 - 19/06 | Adore        | 1      | Physical Single, phát hành ngày 08/06/2016                   |

## Diễn xuất
Vào tháng 1 năm 2015, Hoàng Tử Thao đóng vai William trong bộ phim điện ảnh chuyển thể Trung Quốc "Bên nhau trọn đời" do Huỳnh Hiểu Minh và Dương Mịch đóng vai chính. Đây là vai diễn đầu tiên của anh trong một bộ phim điện ảnh.
Anh ước mơ trở thành diễn viên võ thuật và hành động. Lúc còn ở Hàn Quốc, anh từng luyện tập với Bruce Khan, người biên đạo những cảnh hành động trong bộ phim "Huy hiệu rồng" (The Medallion) do Thành Long đóng vai chính.
Hoàng Tử Thao xác nhận đóng vai nam thứ chính trong bộ phim "铁道飞虎" (tên tiếng Anh: Railroad Tiger, tạm dịch: Thiết đạo phi hổ) của Thành Long, anh tự đóng những cảnh hành động nguy hiểm của mình trong phim này. Nhân vật của anh tên Đại Hải, một trong người kề vai chiến đấu cùng Mã Nguyên (Thành Long đóng), Đại Hải được miêu tả là một người có đôi mắt đào hoa, thường chơi đùa với kéo, nói chuyện ríu rít. Bộ phim chính thức ra rạp từ ngày 16 tháng 12 năm 2016.
Vai nam chính đầu tiên của anh là nhân vật Khang Kiều trong bộ phim "夏天，19岁的肖像" (tên tiếng Anh: Edge of Innocence, tạm dịch: Mùa hè, chân dung tuổi 19), trong phim này anh đóng cùng nữ diễn viên Dương Thái Ngọc. Bộ phim ra mắt vào tháng 8 năm 2016.
Hoàng Tử Thao xác nhận đóng bản điện ảnh của bộ phim truyền hình nổi tiếng "Tân Bến Thượng Hải". Đạo diễn Cao Hi Hi tiết lộ ông đã muốn chọn Hoàng Tử Thao đóng vai chính ngay sau khi xem một video trình diễn Wushu của anh. Đây cũng là vai chính đầu tiên của anh với vai trò diễn viên võ thuật.
Web drama đầu tiên anh tham gia với vai trò nam chính 大话西游之爱你一万年 (tạm dịch: Đại thoại tây du: Yêu người một vạn năm) khai máy vào ngày 12 tháng 7 năm 2016 tại Ngân Xuyên (Ninh Hạ, Trung Quốc) 

## Sự nghiệp phim ảnh

### Phim điện ảnh
| Năm  | Tên phim                  | Tên gốc          | Tiếng Anh           | Đạo diễn                 | Vai diễn    | Ghi chú       | Nguồn  |
| ---- | ------------------------- | ---------------- | ------------------- | ------------------------ | ----------- | ------------- | ------ |
| 2015 | Bên nhau trọn đời         | 何以笙萧默       | You Are My Sunshine | Dương Văn Quân Hoàng Bân | William     | Nhân vật phụ  | [ 73 ] |
| 2016 | Thiết đạo phi hổ          | 铁道飞虎         | Railroad Tiger      | Đinh Thịnh               | Đại Hải     | Nam thứ chính | [ 74 ] |
| 2016 | Mùa hè, chân dung tuổi 19 | 夏天，19岁的肖像 | Edge of Innocence   | Trương Vinh Hạo          | Khang Kiều  | Nam chính     | [ 75 ] |
| 2016 | Quy tắc trò chơi          | 游戏规则         | The Game Changer    | Cao Hi Hi                | Phương Kiệt | Nam chính     |        |

### Phim truyền hình
| Năm  | Tên phim                                                                                             | Vai diễn                                            | Đài phát sóng    | Chú thích             |
| ---- | --- | --------------------------------------------------- | ---------------- | --------------------- |
| 2010 | That Love Comes                                                                                      |                                                     |                  | Vai quần chúng, Tập 9 |
| 2015 | EXO Next Door                                                                                        | Chính mình                                          | Naver TV Cast    | Cameo                 |
| 2016 | Đại thoại Tây Du: Yêu người một vạn năm (大话西游之爱你一万年/ A Chinese Odyssey - Love Of Eternity) | Chí Tôn Bảo                                         | Chiếu mạng       | Nam chính             |
| 2018 | Người đàm phán (The Negotiator)                                                                      | Tạ Hiểu Phi                                         | Hunan TV         | Nam chính             |
| 2019 | Ngôi sao sáng nhất trên bầu trời đêm (The Brightest Star In the sky)                                 | Trịnh Bách Húc                                      | Chiếu mạng       | Nam chính             |
| 2019 | Hồ sơ nhiệt huyết thiếu niên tô giới (Hot - Blooded Youth)                                           | Ngô Càn                                             | Chiếu mạng IQiYi | Nam chính             |
| 2020 | Nhiệt huyết đồng hành (Tên cũ: Diễm Thế Phiên chi tân thanh niên) / Forward Forever                  | Đa La Triết Mẫn Bối lặc Ngạch Nhĩ Cát Sùng Lợi Minh | Chiếu mạng Youku | Nam chính             |
| 2022 | Không thèm yêu đương với sếp                                                                         | Lục Tuần                                            | Chiếu mạng WETV  | Nam chính             |

## Chương trình truyền hình
| Năm  | Tên chương trình                               | Vai trò                                    | Đài phát sóng                             | Chú thích                                             |
| ---- | ---------------------------------------------- | ------------------------------------------ | ----------------------------------------- | ----------------------------------------------------- |
| 2013 | Splash!                                        | Thành viên chính                           | MBC                                       | Tập 1-4                                               |
| 2013 | EXO's Showtime                                 | Thành viên chính                           | MBC                                       | (Tham gia cùng EXO)                                   |
| 2013 | Running Man                                    | Khách mời                                  | SBS                                       | Tập 171-172 (Tham gia cùng EXO)                       |
| 2014 | Laws of the Jungle                             | Khách mời                                  | SBS                                       | Tập 5-8                                               |
| 2015 | Let's Sing Kids 3 (中国新声代 3)               | Giáo viên hướng dẫn                        | Golden Eagle Cartoon Satellite Television | Tập 3                                                 |
| 2015 | The Real Hero (真心英雄)                       | Khách mời                                  | Jiangsu TV                                | Tập 4-7                                               |
| 2015 | Day Day Up (天天向上)                          | Khách mời                                  | Hunan TV                                  | Phát sóng ngày 14/08/2015                             |
| 2015 | Challenge the Impossible (挑战不可能)          | Khách mời                                  | CCTV                                      | Tập 2                                                 |
| 2015 | See you Monday (周一见)                        | Khách mời                                  | Mango TV                                  | Phát sóng ngày 24/08/2015                             |
| 2015 | Who's The Singer (歌手是谁)                    | Khách mời                                  | Beijing TV                                | Phát sóng ngày 21/08/2015                             |
| 2015 | The First Lesson 2015 (开学第一课)             | Khách mời                                  | CCTV                                      | Phát sóng ngày 04/09/2015                             |
| 2015 | Muse Dress (女神新装)                          | Khách mời                                  | Dragon TV                                 | Phát sóng ngày 10/10/2015                             |
| 2015 | Charming Daddy (闪亮的爸爸)                    | Thành viên chính                           | Shenzhen TV                               | Tập 1-4                                               |
| 2016 | Charming Daddy (闪亮的爸爸)                    | Thành viên chính                           | Shenzhen TV                               | Tập 5-12                                              |
| 2016 | The Negotiator (王牌对王牌)                    | Khách mời                                  | Zhejiang Satellite TV                     | Tập 2, phát sóng ngày 05/02/2016                      |
| 2016 | Our Rules (我们的法则)                         | Thành viên chính                           | Anhui TV                                  | Bắt đầu phát sóng từ 11/06/2016                       |
| 2016 | Journey of the Heart (Seeking/心路)            | Khách mời                                  |                                           | Tập 2                                                 |
| 2016 | Super Show/超级大首映                          | Khách mời                                  | Anhui TV                                  | Tập 11                                                |
| 2016 | Happy Camp/快乐大本营                          | Khách mời                                  | Hunan TV                                  | Tập ngày 13/08/2016 và 20/08/2016                     |
| 2016 | Takes A Real Man (Season 2) (真正男子汉第二季) | Thành viên chính                           | Hunan TV                                  |                                                       |
| 2017 | Vương bài đối vương bài mùa 2                  | Khách mời                                  | Chiết Giang vệ thị                        | Tham gia tập 1                                        |
| 2017 | Super Boy                                      | Người phát ngôn                            | Hunan TV                                  | Là người phát ngôn và tham gia 2 tập của chương trình |
| 2018 | Street dance of China                          | Đội trưởng                                 | Chiếu mạng Youku                          |                                                       |
| 2018 | Produce 101                                    | Host - MC Người phát ngôn của chương trình | Chiếu mạng Tencent                        | Vắng mặt tập 6                                        |
| 2018 | Happy Camp/快乐大本营                          | Khách mời                                  | Hunan TV                                  | Tập ngày 31/12/2018                                   |
| 2019 | Vũ đạo phong bạo (Dance Smash)                 | Khách mời                                  | Hunan TV/Đài Hồ Nam                       | tập cuối                                              |
| 2019 | Truy Cầu Nho Nhỏ (The Protecters/小小的追球)   | Thành viên chính                           | MangoTV                                   | Phát sóng ngày 26/11/2019                             |
| 2020 | Này ! Bạn đang làm gì đấy?                     | Khách mời                                  | Mango TV                                  | Phát sóng ngày 14/02/2020                             |
| 2020 | Sáng tạo doanh 2020                            | Huấn Luyện Viên                            | Chiếu mạng Tencent                        | Phát sóng ngày 02/05/2020                             |
| 2020 | Rap for Youth                                  | Người quản lý căn cứ Rap                   | Bilibili/B trạm                           | Phát sóng tháng 8/2020                                |
| 2021 | Tỷ Tỷ đạp sóng rẽ gió                          | Khách mời                                  | Mango TV                                  | Đêm chung kết                                         |
| 2021 | Manh Thám Tra Án (The Detective Advantures)    | Thành viên chính                           | Chiếu mạng Iqiyi                          | Phát sóng 28/5/2021                                   |
| 2022 | Tân Du Ký (The New Journey)                    | Thành viên chính                           | Chiếu mạng WeTV/Tencent                   | Phát sóng 16/4/2022                                   |

## Giải thưởng

### Giải thưởng âm nhạc
| Năm  | Giải thưởng                                                  | Hạng mục                                 | Tác phẩm                                                     | Kết quả   | Nguồn  |
| ---- | ------------------------------------------------------------ | ---------------------------------------- | ------------------------------------------------------------ | --------- | ------ |
| 2015 | Migu Music Awards                                            | Màn trình diễn được hoan nghênh nhất     | —                                                            | Đoạt giải | [ 76 ] |
| 2016 | Mobile Video Festival (Miopai Awards)                        | Nam ca sĩ có sức ảnh hưởng nhất          | —                                                            | Đoạt giải | [ 77 ] |
| 2016 | Tencent Video Star Awards                                    | Nam ca sĩ có sức ảnh hưởng nhất          | —                                                            | Đoạt giải | [ 78 ] |
| 2016 | Weibo Night Awards                                           | Most Popular Singer                      | —                                                            | Đoạt giải | [ 79 ] |
| 2017 | The 5th V Chart Awards                                       | All Round Artist of the Year             | —                                                            | Đoạt giải | [ 80 ] |
| 2017 | 17th Top Chinese Music Awards                                | All Round Artist of the Year             | —                                                            | Đoạt giải | [ 81 ] |
| 2017 | Asian Music Gala                                             | Top 10 bài hát (New Day)                 | "New Day"                                                    | Đoạt giải | [ 82 ] |
| 2018 | Baidu Baike                                                  | All-Round Artist of the Year             | —                                                            | Đoạt giải |        |
| 2019 | China Music Awards                                           | Nam ca sĩ có sức ảnh hưởng Châu Á        | —                                                            | Đoạt giải | [ 83 ] |
| 2019 | China Music Awards                                           | Nghệ sĩ toàn năng của năm                | —                                                            | Đoạt giải | [ 83 ] |
| 2019 | Golden Bud - The Fourth Network Film And Television Festival | Nam diễn viên xuất sắc nhất              | Ngôi sao sáng nhất trên bầu trời đêm, Nhiệt huyết thiếu niên | Đề cử     | [ 84 ] |
| 2020 | Hoa Đỉnh lần thứ 29                                          | Nam diễn viên truyền hình xuất sắc nhất  | Nhiệt huyết thiếu niên                                       | Đề cử     | [ 85 ] |
| 2020 | The Actors of China Awards                                   | Nam diễn viên xuất sắc nhất (web series) | Nhiệt huyết đồng hành (Diễm Thế Phiên chi tân thanh niên)    | Đề cử     | [ 86 ] |

### Các giải thưởng khác
| Năm  | Cuộc thi                       | Nội dung | Thành tích/Giải thưởng |
| ---- | ------------------------------ | -------- | ---------------------- |
| 2005 | Qingdao City Wushu Competition | Kiếm     | Hạng 2                 |
| 2005 | Qingdao City Wushu Competition | Thương   | Hạng 1                 |

## Quảng cáo/Đại ngôn/Đại diện
| Năm  | Tên sản phẩm                  | Thương hiệu                              | Thể loại                                                                      |
| ---- | ----------------------------- | ---------------------------------------- | ----------------------------------------------------------------------------- |
| 2015 | The Almighty Team/超神战队    | Kong Zhong/空中                          | Trò chơi di động                                                              |
| 2015 | Bugles Chip/妙脆角            | General Mills China/通用磨坊贸易         | Thực phẩm/Snack/Đồ ăn vặt                                                     |
| 2015 | I'm The Sovereign/我是主宰    | Gamewave Interactive Technology/趣游时代 | Trò chơi trực tuyến(hợp tác cùng Dương Mịch)                                  |
| 2017 | SAINT LAURENT                 | SAINT LAURENT                            | Kính mắt (Đại sứ Khu vực Châu Á - Thái Bình Dương từ 31 tháng 8 năm 2021)     |
| 2017 | YSL beauté                    | YSL beauté                               | Mỹ phẩm                                                                       |
| 2018 | KFC                           | KFC                                      | Thực phẩm/Snack/Đồ ăn vặt                                                     |
| 2018 | SKECHERS                      | SKECHERS                                 | Thời trang (giày)(Đại sứ Khu vực Châu Á - Thái Bình Dương)                    |
| 2018 | WEISHI                        |                                          | App                                                                           |
| 2018 | TUBORG beer                   | TUBORG beer                              | Bia                                                                           |
| 2018 | EVISU                         | EVISU                                    | Thời trang                                                                    |
| 2018 | Baidu App                     | Baidu                                    | App                                                                           |
| 2018 | Sugar phone                   |                                          | Điện thoại                                                                    |
| 2018 | Jif Jaf Cookie                |                                          | Thực phẩm/Snack/Đồ ăn vặt                                                     |
| 2018 | App thuê nhà Xiao Zhu         |                                          | App                                                                           |
| 2018 | SEPHORA                       | SEPHORA                                  | Mỹ phẩm                                                                       |
| 2018 | Game Thần Vũ 3                |                                          | Game                                                                          |
| 2020 | Kappa                         | Kappa                                    | Đại diện phát ngôn thương hiệu                                                |
| 2020 | Lacoste                       | Lacoste                                  | Đại diện phát ngôn khu vực Châu Á - Thái Bình Dương                           |
| 2020 | Nescafe                       | Nescafe                                  | Đại diện phát ngôn thương hiệu                                                |
| 2020 | Hershey's                     | Hershey's                                | Đại diện phát ngôn thương hiệu                                                |
| 2020 | Sữa chua Mông Ngưu Thuần Chân | Mông Ngưu Thuần Chân                     | Đại diện phát ngôn thương hiệu                                                |
| 2020 | Baidu                         | Baidu                                    | Đại diện phát ngôn ứng dụng                                                   |
| 2020 | Weishi                        | Weishi                                   | Đại diện phát ngôn ứng dụng Weishi                                            |
| 2020 | Kuaishou (Kwai) app           | Kuaishou app                             | Đại diện phát ngôn                                                            |
| 2020 | Yves Saint Laurent Beauty     | Yves Saint Laurent                       | Đại sứ hình tượng khu vực Châu Á - Thái Bình Dương                            |
| 2020 | Game Mobile QQ Speed          | Game Mobile QQ Speed                     | Đại sứ                                                                        |
| 2020 | Kose                          | SEKKISEI MIYABI                          | Đại sứ thương hiệu                                                            |
| 2020 | Mỹ phẩm OSM                   | OSM                                      | Đại diện phát ngôn thương hiệu                                                |
| 2021 | Mỹ phẩm Little Ondine         | Little Ondine                            | Đối tác trào ngoạn                                                            |
| 2021 | Markor Light                  | Markor Light                             | Đại diện phát ngôn thương hiệu                                                |
| 2021 | Game Revelation (Thiên Dụ)    | Revelation (Thiên Dụ Thủ Du)             | Đại diện phát ngôn thương hiệu                                                |
| 2021 | GANK Gaming (Phật Sơn GK)     | GANK Gaming                              | Đối tác/CEO                                                                   |
| 2021 | Thương hiệu LTG-YKYB          | LTG-Youngkingyoungboss                   | Người sáng lập thương hiệu                                                    |
| 2022 | Beijing Winter Olympic 2022   | Beijing Winter Olympic                   | Đại sứ quảng bá                                                               |
| 2022 | AMX Yogurt                    | AMX Yogurt                               | Đại diện thương hiệu (cùng với Trần Phi Vũ, Trương Nhược Quân, Nhạc Vân Bằng) |

## Hoạt động từ thiện
Hoàng Tử Thao tham gia chiến dịch từ thiện "Follow Ports" của nhãn hàng thời trang Ports 1961 với mục đích giúp trẻ em các khu vực gặp khó khăn tiếp tục theo đuổi giấc mơ nghệ thuật của mình. Ngày 6/5/2016, 100 áo thun có chữ ký của anh và do chính anh thiết kế được bán tại Trung tâm thương mại Yaohan Vô Tích, tỉnh Giang Tô, Trung Quốc.
99 Ngày phúc lợi công cộng dành cho việc chăm sóc trẻ tự kỷ
Tổ chức Phát triển Giáo dục Trung Quốc, chống mất tích, chống bắt nạt ở trẻ em.
Ứng viên Đặc phái viên từ thiện # Tình yêu, Hy vọng, hành động chăm sóc cho thế hệ trẻ tương lai
2019:
- 10/05/2019: Baidu App chính thức công bố Hoàng Tử Thao là Đại sứ phúc lợi cộng đồng của Baidu. Hoàng Tử Thao đã hợp tác với Baidu Union để phát triển một ứng dụng dịch thuật ngôn ngữ ký hiệu dành cho trẻ em khiếm thính. Đây là ứng dụng đầu tiên trên thế giới sử dụng công nghệ trí thông minh nhân tạo AI để hỗ trợ dịch văn tự hình ảnh sang ngôn ngữ ký hiệu. Hoàng Tử Thao có 1 người bạn thân khiếm thính là Thần Thần. Có lẽ vì sự thấu hiểu những người khiếm tính gặp phải khó khăn trong giao tiếp, Tử Thao đã cùng tham gia vào dự án phát triển ứng dụng ngôn ngữ ký hiệu này.